# Ernst Jandl

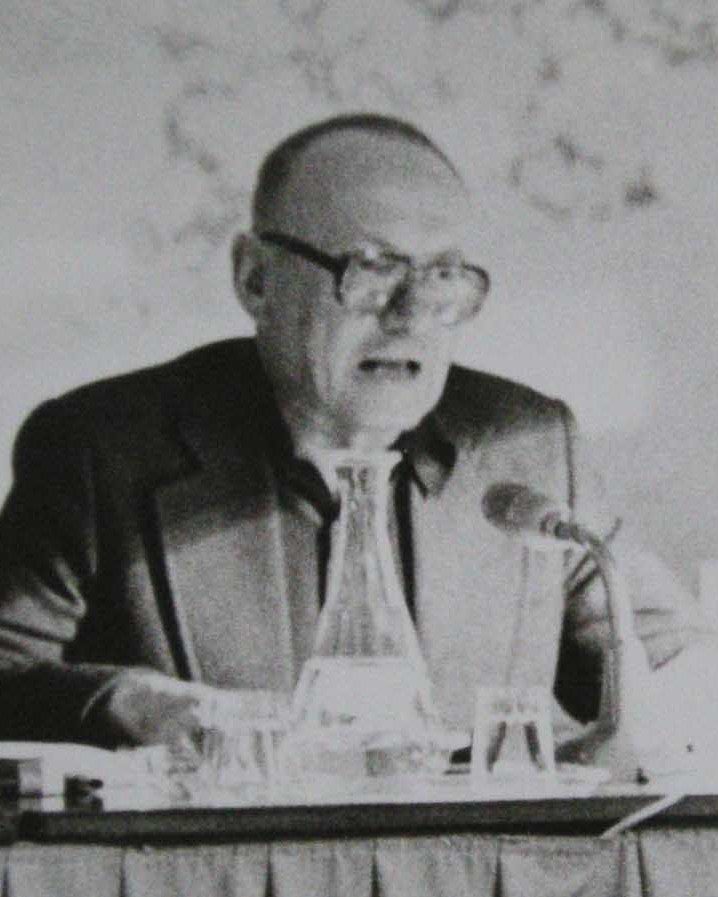
Ernst Jandl bei einer Lesung, 1974

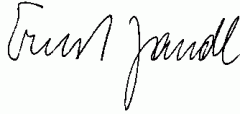
Signatur

Ernst Jandl (* 1. August 1925 in Wien; † 9. Juni 2000 ebenda) war ein österreichischer Dichter und Schriftsteller. Jandl wurde vor allem durch seine experimentelle Lyrik in der Tradition der Konkreten Poesie bekannt, durch visuelle Poesie und Lautgedichte wie schtzngrmm oder falamaleikum, die durch den Vortrag besondere Wirksamkeit entfalten. Jandls Werk war stets vom Spiel mit der Sprache bestimmt und spannte einen Bogen von politischer Lyrik wie wien: heldenplatz und zertretener mann blues bis zu komischen Sprachspielen wie ottos mops und fünfter sein. Das Spätwerk wurde in der Form konventioneller und im Inhalt schwermütiger, enthielt aber weiterhin den für Jandl typischen Sprachwitz von Gedichten wie bibliothek oder glückwunsch. Neben Lyrik schrieb Jandl Prosatexte, mehrere Hörspiele sowie zwei Theaterstücke und übersetzte Autoren aus dem Englischen. Zu Jandls Popularität trugen seine Lesungen bei, die auf zahlreichen Schallplatten veröffentlicht wurden, sowie die künstlerische Zusammenarbeit mit Jazz-Musikern.
Jandls erste Veröffentlichungen wurden zu ihrer Zeit als kulturelle Provokation empfunden und führten mehrfach zu Eklats. Lange Zeit fand sich kein Verlag, der seine experimentelle Lyrik herausgeben wollte. Ab Mitte der 1960er Jahre stellten sich erste schriftstellerische Erfolge ein, die Anerkennung als einer der bedeutendsten Lyriker seiner Zeit und zahlreiche Ehrungen in seiner Heimat Österreich und dem gesamten deutschen Sprachraum folgten aber erst spät in Jandls Karriere. Bis zu seiner vorzeitigen Pensionierung aus gesundheitlichen Gründen arbeitete er im Hauptberuf als Lehrer. Jandl lebte mit der Lyrikerin Friederike Mayröcker zusammen. Er stand der Wiener Gruppe nahe und gehörte zu den Initiatoren der Grazer Autorenversammlung, deren Präsidentschaft er 1983 übernahm.

## Leben

### Jugend und Krieg
Ernst Jandl war der älteste Sohn des Bankangestellten Viktor Jandl (1894–1973) und der ausgebildeten Lehrerin Luise, geborene Rappel (1902–1940). Er hatte zwei jüngere Brüder: Robert (1929–1993) wurde später Architekt, Hermann Jandl (1932–2017) arbeitete als Lehrer und machte sich ebenfalls als Schriftsteller einen Namen. Aus der zweiten Ehe des Vaters stammen zwei Stiefgeschwister.
Beide Eltern waren künstlerisch interessiert. Während der Vater in der Bank wenig beruflichen Ehrgeiz zeigte und bis zur Pensionierung nicht aufstieg, galt seine Leidenschaft der Malerei, die er in seiner Freizeit als Autodidakt und weitgehend unbeeinflusst durch moderne Kunstströmungen betrieb. Erst 1971 gelangten seine Aquarelle und Zeichnungen durch den Einfluss des Sohnes zu einer Ausstellung. Die Mutter, die nach der Geburt Ernsts nie als Lehrerin gearbeitet hatte, erkrankte 1934 schwer an Myasthenia gravis. Von diesem Zeitpunkt an begann sie zu schreiben, verfasste Gedichte und Prosatexte, die zum Teil veröffentlicht wurden. Unter ihrem Einfluss entdeckte auch der Sohn Ernst mit rund neun Jahren die Schriftstellerei. Besonders beeindruckten ihn die Reaktionen, die man mit Geschriebenem auslösen kann. Schon bald war ihm klar, dass er Schriftsteller werden wollte, eine Tätigkeit, die ihm allerdings zum Lebensunterhalt nicht geeignet schien, weswegen er wie die Mutter den Beruf des Lehrers anstrebte. Bereits mit zwölf Jahren veröffentlichte Jandl sein erstes Gedicht unter dem Titel Hochwasser im Neuigkeits-Welt-Blatt vom 19. September 1937.
Zu Konflikten des ältesten Sohnes mit der Mutter kam es wegen deren wachsender Zuwendung zur Religion. Während der Vater den Heranwachsenden weitgehend gewähren ließ, nahm durch die Krankheit der Mutter die moralische Rigorosität der strenggläubigen Katholikin zu. Für den Sohn traten die Widersprüche in ihrem Glauben scharf zutage, und er lehnte sich gegen ihre Erziehung auf. Am 6. April 1940 starb die Mutter, ein Ereignis, das laut Klaus Siblewski einen großen Einfluss auf Jandls Werk ausübte und von ihm immer wieder aufgegriffen wurde, etwa im Gedicht mutters früher tod von 1984, das Jandls erste Werkausgabe von 1985 beschließt:
mutters früher tod

hat mich zum zweiten mal geboren

mit eselsohren

und der langen nase des pinocchio

so findet man mich leicht

ich bin verloren
Der Tod der Mutter verschaffte dem Heranwachsenden allerdings auch neue Freiheiten. Er konnte nun jene Literatur lesen, die seine Mutter zuvor als nicht „moralisch einwandfrei“ aussortiert hatte. Sein „lyrischer Proviant“ wurden Gedichte von August Stramm, Wilhelm Klemm und Johannes R. Becher. Nachdem das katholische Schottengymnasium nach dem Anschluss Österreichs an das Deutsche Reich geschlossen worden war, besuchte Jandl bis zur Matura 1943 das Gymnasium Kundmanngasse in Wien. In dessen gemischter Sozialstruktur fand er Gleichgesinnte, die wie er gegen den Nationalsozialismus opponierten. Jandl entzog sich der Hitlerjugend mit der Begründung, sie „interessiere“ ihn nicht. Er lernte den Jazz kennen und die von den neuen Machthabern als „Entartete Kunst“ diffamierte moderne Kunst.

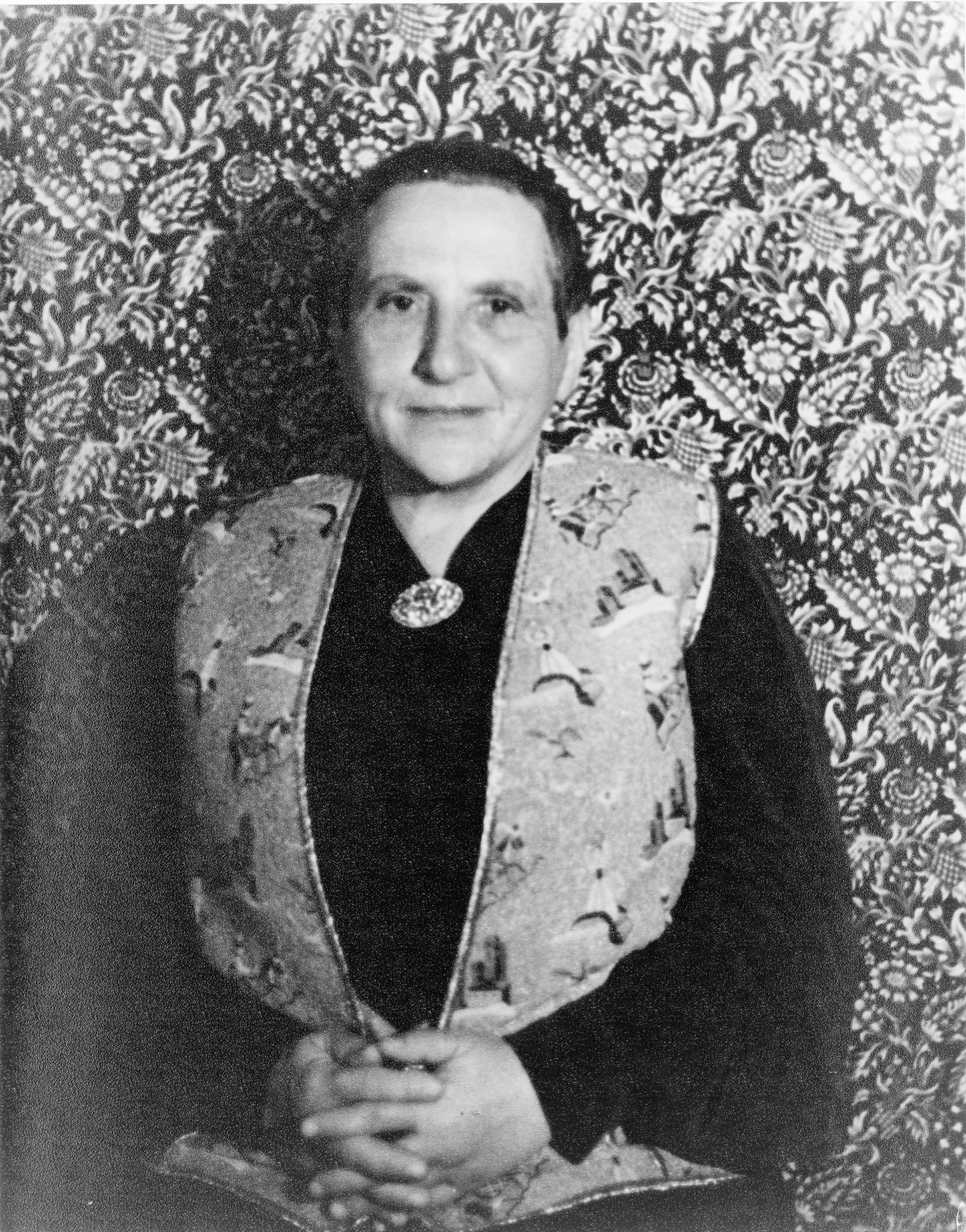
Gertrude Stein, hier im November 1934, wurde für Jandl zum Vorbild.

Anfang 1942 schlief der sechzehnjährige Jandl mit einer Wirtschafterin, deren Verlobter beim Militär war. Die Neunzehnjährige wurde schwanger, Jandl fürchtete die Konsequenzen, doch Abtreibungsversuche schlugen fehl. Schließlich bekannte er sich zur Vaterschaft des Kindes, das im September 1942 geboren wurde, und wiederholte das Bekenntnis auch nach dem Krieg. Das Ereignis, in Jandls Augen eine „Katastrophe“, belastete die späteren Beziehungen zu Frauen. 1944, während seiner Militärzeit, begann Jandl eine Erzählung namens Gertrude. Ein Bekenntnis, und noch Jahrzehnte später kam er im Gedicht skizze 1942 auf die Begebenheit zurück.
Nach dem Schulabschluss wurde Jandl drei Monate zum Arbeitsdienst in St. Pölten bei der Flussregulierung abkommandiert, wobei der jedweder körperlicher Arbeit abgeneigte Jandl später kommentierte: „Ein nützlicher Arbeiter werde ich wohl nicht gewesen sein.“ Im August 1943 wurde er zum Militär eingezogen, wo es sein vorrangiges Ziel war, den Einsatz an der Front hinauszuzögern. Nach dem Attentat vom 20. Juli 1944 auf Adolf Hitler erhielt er den Marschbefehl an die Westfront. Gemeinsam mit Kameraden nutzte er die Gelegenheit, zu den amerikanischen Truppen überzulaufen. Jandl wurde im englischen Kriegsgefangenenlager in Stockbridge interniert. Dort arbeitete er als Dolmetscher, erweiterte seine Englischkenntnisse und kam zum ersten Mal mit englischsprachigen Autoren in Kontakt, die ihn auf unterschiedliche Art stark beeinflussten: Ernest Hemingway und Gertrude Stein. Am 29. April 1946 wurde Jandl aus der Kriegsgefangenschaft entlassen und kehrte nach Wien zu seiner Familie zurück. Die Auseinandersetzung mit dem Krieg hinterließ in Jandls Werk starke Spuren und brachte Gedichte wie schtzngrmm, vater komm erzähl vom krieg und wien: heldenplatz hervor.

### Heirat, Beruf und erste Gedichte
Noch im April 1946 nahm Jandl ein Studium der Germanistik und Anglistik an der Universität Wien auf. Hier lernte er 1947 Roswitha Birthi kennen, eine Mitstudentin, mit der er sich verlobte. Er löste die Verlobung wieder, entschied sich aber schließlich doch für die Ehe. Im Juni 1949 schloss Jandl sein Studium ab, am 1. August desselben Jahres heirateten beide. Jandl zog in die Favoritenstraße, in die Wohnung seiner Frau, die diese mit ihrer Mutter bewohnte. Am Gymnasium Stubenbastei leistete er sein Probejahr ab. Bis zum Sommer 1950 verfasste er daneben seine Dissertation über Die Novellen Arthur Schnitzlers. Im September 1950 fand Jandl seine erste Anstellung als Mittelschullehrer am Wiener Bundesrealgymnasium 2 Zirkusgasse. Am 21. Dezember 1950 wurde er promoviert. 1951 wurde er Mitglied der Sozialistischen Partei Österreichs.

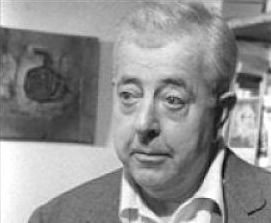
Jacques Prévert, hier in einem Film von 1961, beeinflusste Jandl zu realistischen Gedichten.

Privat und beruflich in „geordneten Verhältnissen“, wandte sich Jandl ab 1951 verstärkt dem Schreiben zu. Außer vom Werk Gertrude Steins war Jandl beeindruckt von den Gedichten E. E. Cummings’ und Gerard Manley Hopkins’, er erreichte jedoch in seinen eigenen Werken noch nicht deren Radikalität. Während Klaus Siblewski die frühen Gedichte Jandls „in einer metaphernhaltigen Gedankenlyrik befangen“ sah, gelang Jandl 1952 unter dem Eindruck der Gedichte Jacques Préverts der Durchbruch zu realistischen Gedichten und ein erster Schaffenshöhepunkt in seinem Leben. Jandl lernte Andreas Okopenko kennen, den Lektor von neue wege, einer an Schulen verteilten Zeitschrift des Wiener Theaters der Jugend. In Okopenkos eigener Literaturzeitschrift publikationen erschien im September 1952 Jandls erste Nachkriegsveröffentlichung Da kommen sie gelaufen. Weitere Gedichte wurden in neue wege und H. C. Artmanns Broschüre alpha gedruckt. Auch konservativere Literaturschaffende wie Rudolf Felmayer und Hans Weigel nahmen Jandls Gedichte in Anthologien auf.
Über das Jahr 1953 hinweg arbeitete das Ehepaar Jandl in England: Roswitha Jandl als Lehrerin in Cambridge, Ernst als Lehrer an der East Barnet Grammar School in London. Jandls literarische Produktivität nahm gegenüber dem ergiebigen Vorjahr ab, doch er lernte den Lyrikerkollegen Erich Fried kennen. Während Jandl bislang seine Schriftstellerei nur als Nebentätigkeit betrachtet hatte, führte ihn Fried zu einer wesentlich kompromissloseren Haltung gegenüber der Literatur, für die er sich nun mit aller Kraft einzusetzen gedachte. Fried inspirierte ihn auch zu einem geänderten Umgang mit der Sprache, die nicht länger bloß als Transportmittel für den Inhalt, sondern selbst als Arbeitsstoff zu betrachten sei. Zu einem programmatischen Werk aus der Londoner Zeit wurde für Jandl das Gedicht Zeichen, das er erst 1955 beendete:
Zerbrochen sind die harmonischen Krüge,

die Teller mit dem Griechengesicht,

die vergoldeten Köpfe der Klassiker –

aber der Ton und das Wasser drehen sich weiter

in den Hütten der Töpfer.

### Begegnung mit Mayröcker und Lyrikexperimente

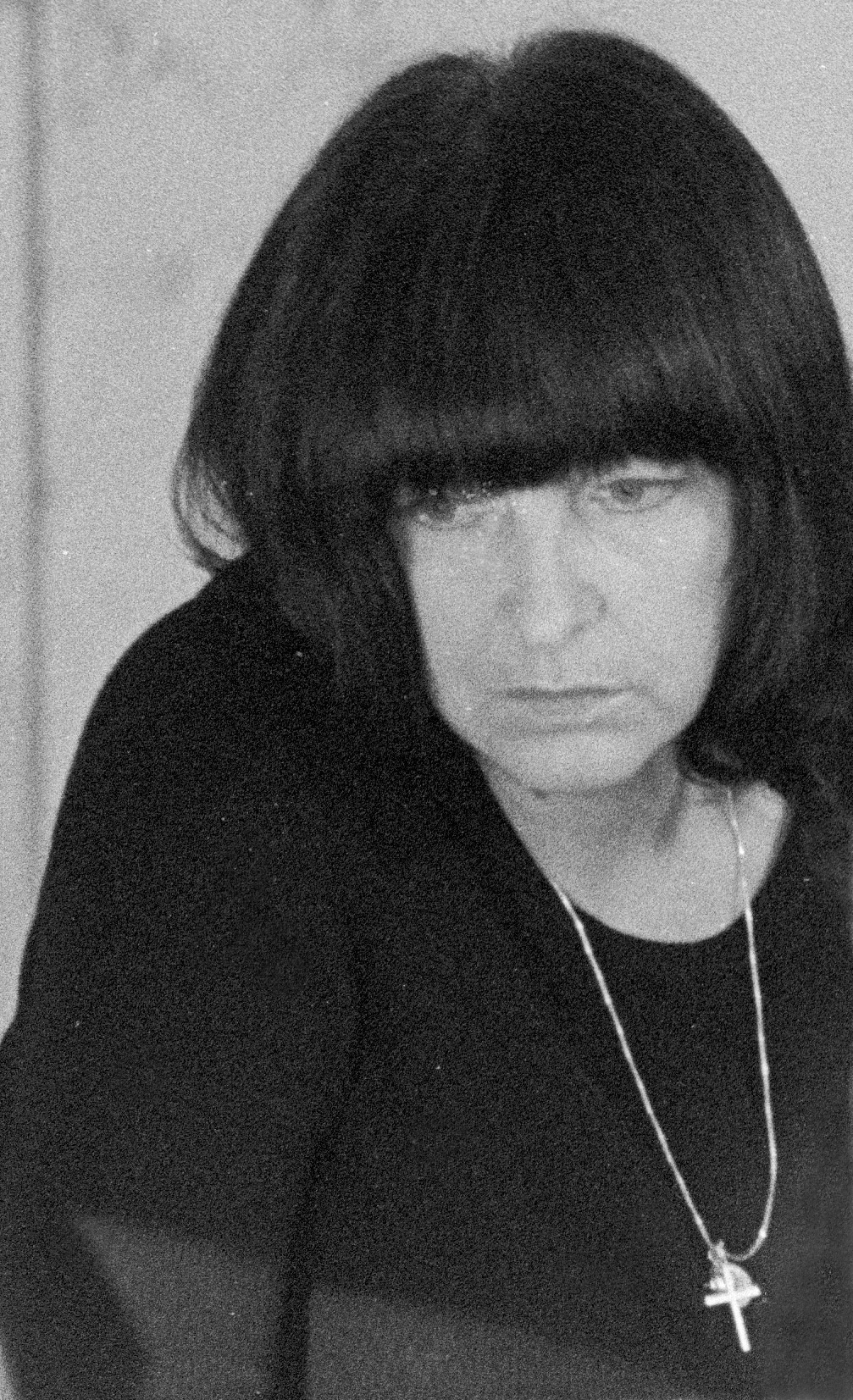
Friederike Mayröcker, Wien 1974

Von 1953 bis 1977 arbeitete Jandl als Lehrer am Bundesrealgymnasium Waltergasse im vierten Bezirk. Bei den Jugendkulturwochen in Innsbruck begegnete er erstmals Friederike Mayröcker, auch sie eine Lehrerin aus Wien, die aber bereits als junge Autorin bekannt und geachtet war. Jandl, der bereits zuvor die Vereinbarkeit seiner bürgerlichen Ehe mit seinem Drang zur Literatur in Frage gestellt hatte, fand in Mayröcker die enge geistige Verbindung zu einer gleichgesinnten Schriftstellerin. Beide ließen sich von ihren Ehepartnern scheiden. Doch auch das Zusammenleben der beiden Schriftsteller erwies sich als nicht frei von Komplikationen. Jandl benötigte für seine Arbeit eine geregelte Lebensweise, die er in Mayröckers Wohnung nicht fand. So zog Jandl bald schon wieder bei seiner Lebensgefährtin aus, und beide fanden jene Form von getrenntem Zusammenleben, die sich, obgleich als Provisorium geplant, zur Konstante in ihrem gemeinsamen Leben entwickeln sollte.
Auch als Autoren unterschieden sich Jandl und Mayröcker stark: Jandl legte Wert auf die Ordnung und den formalen Aufbau seiner Gedichte, Mayröcker schrieb in freien Versen, stark assoziativ und von Verweisen geprägt. Dem hohen Ton ihrer Lyrik standen die sprachlich eher einfach gehaltenen Gedichte Jandls gegenüber. Dennoch wurden beide zu „literarischen Verbündeten“, Jandl schätzte Mayröckers Rat und äußerte sich stets mit großer Bewunderung über ihr Werk. Gemeinsame Arbeiten blieben allerdings rar. 1957 entstand ein Versuch namens gemeinschaftsarbeit, der ohne Fortsetzungen blieb. In der zweiten Hälfte der 1960er Jahre schrieben Mayröcker und Jandl gemeinsam einige Hörspiele, von denen Fünf Mann Menschen 1968 zur Geburtsstunde des Neuen Hörspiels wurde und zu dessen herausragendem Vertreter. Doch während Mayröcker auch später noch zahlreiche Hörspiele verfasste, zog sich Jandl ab 1970 aus diesem Genre zurück.
Über Mayröcker fand Jandl Kontakt zum Literatenkreis der Wiener Gruppe, insbesondere zu H. C. Artmann und Gerhard Rühm. Er teilte deren grundsätzliche Kritik an der österreichischen Nachkriegsliteratur, die nicht deutlich genug mit alten Traditionen brach, und formulierte selbst: Ein Gedicht, das seinen Autor nicht wegen seiner Form ins KZ gebracht haben würde, besäße für ihn keinen Wert. Dennoch blieb Jandl auch in der Gruppe ein Außenseiter und beteiligte sich nicht an Gemeinschaftsproduktionen. Schon durch seine Kleidung mit Sakko und Krawatte hob er sich von den Bohemiens der Gruppe ab. Laut Artmann fehlte es Jandl an Humor, und seine politischen Themen verletzten die literarisch-ästhetischen Prinzipien der Gruppe. Jandls erster Gedichtband Andere Augen, den er 1956 veröffentlichte, erschien zu bieder und stieß auch außerhalb der Gruppe auf keine Resonanz. Jandl, der sich zuvor mit großem Einsatz an den Planungen beteiligt hatte, kommentierte: „beim berglandverlag hatte ich mein erstes Buch verlegt und futsch wars.“
Das Jahr 1956 markierte für Jandls Werk aber auch einen „Wendepunkt“. Mit der prosa aus der flüstergalerie fand er zu einer neuen Schreibmethode, die er als „erste mir gelungen erscheinende Assimilation von Techniken des Jahrhundertgenies Gertrude Stein“ bezeichnete. Erstmals erreichten Jandls Gedichte die Höhe seines eigenen radikalen Anspruchs. Nach der stockenden Produktion der Vorjahre folgte im Frühjahr 1957 eine regelrechte „Schreibexplosion“ experimenteller Lyrik, darunter auch Jandls so genannte „Sprechgedichte“ wie schtzngrmm oder die Übertragung von Schmerzensausrufen eines Patienten beim Zahnarzt in eine Klangfolge:
„boooooooooooooooooooooooo

rrrrrannn

sse

mirrr

[…]“
Die Veröffentlichung dieser beiden Gedichte samt vier weiteren Sprechgedichten in der Maiausgabe 1957 von neue wege führte laut Klaus Siblewski zu einem „Entrüstungssturm, wie ihn keiner der anderen Autoren in Jandls Alter auch nur in Ansätzen ausgelöst hat und über sich ergehen lassen muß.“ Jandls Lyrik wurde als „kulturelle Provokation sondergleichen“ empfunden, noch verstärkt durch die Tatsache, dass Jandl in seinem Brotberuf als Deutschlehrer arbeitete, und er wurde als „Verderber der Jugend“ geschmäht. Der Eklat gipfelte in der Entlassung des verantwortlichen Redakteurs von neue wege, Friedrich Polakovics. Auch für Jandl waren die Folgen gravierend. Er blieb in den Folgejahren von Publikationsmöglichkeiten in Österreich ausgeschlossen und galt in seiner Heimat als persona non grata, mit der sich einzulassen nur Unannehmlichkeiten einbrachte. Jandl bekannte rückblickend, dass er im Jahr 1962 „schon sehr am Boden“ lag: „man kann als Schreibender ausgehungert werden, durch Boykott.“

### Wachsender Erfolg und Pensionierung
Anfang der 1960er Jahre gelangen wieder kleinere Publikationen in Zeitschriften, doch inzwischen hatten sich die Manuskripte für zwei Veröffentlichungen angesammelt: Laut und Luise und schleuderbahn (später die Grundlage von dingfest). Mit diesen begab sich Jandl 1963 persönlich auf Verlagssuche außerhalb Österreichs, besuchte unter anderem Suhrkamp und Luchterhand, wo er jedoch Ablehnungen erhielt. Mit Lesungen suchte er den Kontakt zum Publikum, und nach einer Lesung in der Stuttgarter Buchhandlung von Wendelin Niedlich lernte er Max Bense und Helmut Heißenbüttel kennen. Letzterer verschaffte den Kontakt zum Walter Verlag, dessen Verlagsleiter Otto F. Walter eine neue Reihe Walter-Drucke mit bibliophil ausgestatteter moderner Literatur plante. Es dauerte allerdings noch bis zum 3. Oktober 1966, bis Laut und Luise in einer limitierten Auflage von 1000 Exemplaren erschien. Erneut schloss sich an die Publikation ein Eklat an. Obwohl Walter Differenzen mit den katholischen Aufsichtsräten vorausgesehen und vorsorglich das Gedicht fortschreitende räude aus dem Band entfernt hatte, empfanden die Aufsichtsgremien des Verlags Jandls Lyrik als „unerträgliche Provokation“. Walter wurde entlassen und verließ den Verlag mit Jandl und sechzehn weiteren Autoren in Richtung Luchterhand, wo er in Zukunft Jandls Werke herausgab. Siblewski kommentierte rückblickend: „Kein Buch eines anderen Autors hat im deutschsprachigen Verlagswesen der Nachkriegszeit einen vergleichbaren Umbruch herbeigeführt.“

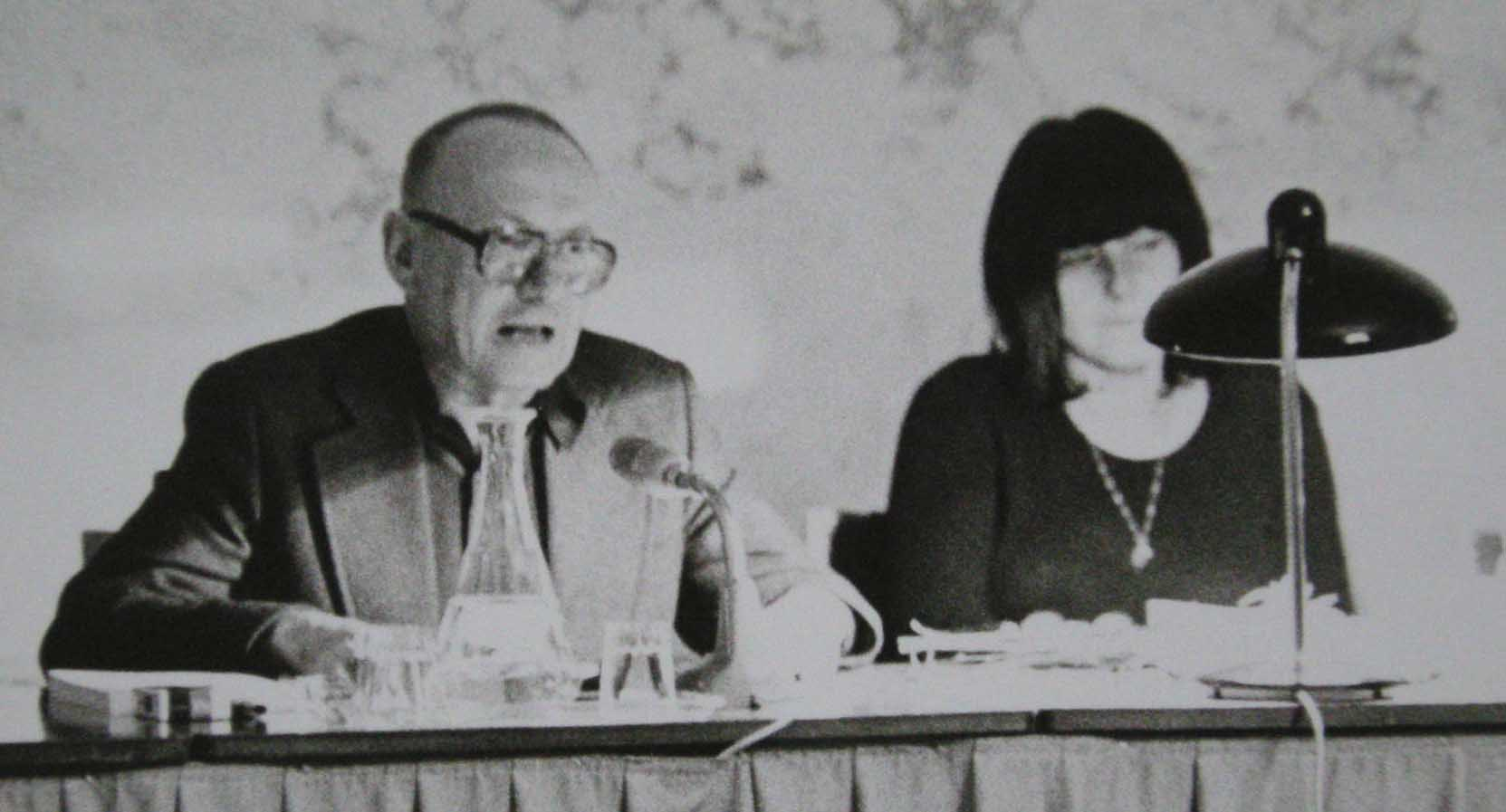
Ernst Jandl und Friederike Mayröcker anlässlich einer Lesung, Wien 1974

Inzwischen hatte Jandls schriftstellerische Karriere durch weitere Lesungen Impulse erfahren. Jandls erste Lesung in Graz am 12. Juni 1964 markierte eine Wende in seiner Aufnahme in Österreich, nach der eine zögernde Auseinandersetzung mit seinem Werk und eine allmählich wachsende Anerkennung begann. Am 11. Juni 1965 las Jandl in der Londoner Royal Albert Hall vor 4000 Zuschauern, die sich begeistert von seinem Vortrag zeigten, worauf erste Veröffentlichungen in Englisch folgten. Bei einer Lesung am 24. November 1967 in Frankfurt lernte Jandl Klaus Wagenbach kennen, der im Anschluss eine Platte mit Sprechgedichten Jandls herausbrachte, die den Autor erstmals einem großen Publikum bekannt machte. An Laut und Luise. Ernst Jandl liest Sprechgedichte schloss sich 1971 die Platte hosi + anna an. Neben Wagenbach verlegte Jandls Hausverlag Luchterhand weitere Schallplatten. Auch Jandls Lesungen wurden zunehmend populärer und füllten bald Säle. Durch sie hielt Jandl über die Jahre der isolierten Tätigkeit am Schreibtisch hinweg den Kontakt mit dem Publikum und schöpfte aus ihnen Kraft für seine Arbeit. Zudem konnte er aus den Lesungen einen immer größeren Teil seines Lebensunterhalts bestreiten.
Der 1970 veröffentlichte Gedichtband Der künstliche Baum wurde zu Jandls bis dahin größtem Verkaufserfolg. Das in der Sammlung Luchterhand veröffentlichte Taschenbuch erreichte bereits im ersten Jahr drei Auflagen von insgesamt 10.000 Exemplaren. Neben „Lese- und Sprechgedichten“ wie ottos mops oder fünfter sein enthielt der Band auch so genannte „visuelle Gedichte“, bei denen die graphische Anordnung der Worte eine semantische Bedeutung bildet, etwa im Titelgedicht der künstliche baum, das mit den folgenden Zeilen beginnt:
```
frucht      frucht      frucht      frucht      frucht      frucht
        frucht     frucht     frucht     frucht     frucht
               frucht    frucht    frucht    frucht
                     frucht   frucht   frucht
                          frucht  frucht
                              fracht
```

Wegen der verzögerten Veröffentlichung seiner Werke trat Jandl zu dieser Zeit mit Gedichten in die Öffentlichkeit, deren Entstehung zum Teil mehr als ein Jahrzehnt zurücklag und die nicht seiner schriftstellerischen Entwicklung entsprachen. So galt er Anfang der 1970er Jahre vor allem als experimenteller Autor, während sich seine Arbeit bereits wieder traditionelleren Formen der Lyrik zugewandt hatte. Mit dem Band dingfest trat er 1973 seinem Bild in der Öffentlichkeit entgegen und schlug einen Bogen von seinen Anfängen vor den Experimenten von Laut und Luise bis zu konventionelleren Gedichten der Gegenwart.
Zur Belastung für Jandl wurde mehr und mehr seine Tätigkeit als Lehrer. Sie behinderte seine schriftstellerische Arbeit, dennoch war er auf die Einnahmen aus dem Beruf angewiesen. 1964 nahm er das erste Jahr unbezahlten Urlaub, nach seiner Rückkehr an die Schule erkrankte er mehrfach. Vom Schuljahr 1969/1970 an ließ er sich erneut vom Dienst befreien. Die unbezahlte Freistellung wiederholte sich in den folgenden fünf Jahren. Jandl erhielt 1970 ein Stipendium des Deutschen Akademischen Austauschdienstes (DAAD) in Berlin, 1971 lebte er ein Jahr als „poet in residence“ an der University of Texas at Austin, weitere Auslandsaufenthalte schlossen sich an, so 1973 auf ein weiteres Stipendium der DAAD für Mayröcker. 1975 versuchte Jandl, zunächst positiv gestimmt, noch einmal die Rückkehr an die Schule, doch die Integration gelang nicht. Jandl litt schon seit längerem unter Magengeschwüren und Depressionen, er verringerte zunächst die Stundenzahl, wurde dann erneut ein Jahr freigestellt und schließlich 1979 auf Ratschlag des damaligen Unterrichtsministers Fred Sinowatz aus gesundheitlichen Gründen pensioniert.
Mit gewachsenem Einfluss mischte sich Jandl auch in den österreichischen Kulturbetrieb ein. Am 22. Oktober 1972 funktionierte er eine vom Fernsehen übertragene Lesung in Graz zur öffentlichen Kritik am Österreichischen P.E.N.-Club um. Anlass war der Rücktritt des P.E.N.-Präsidenten Alexander Lernet-Holenia, mit dem dieser gegen die Verleihung des Literatur-Nobelpreises an Heinrich Böll protestierte, für Jandl der Beweis, dass der österreichische P.E.N. nicht mehr für die Mehrheit der Autoren des Landes sprechen konnte. Jandl sah den Club von einer geringen Zahl mittelmäßiger Autoren besetzt, während die bedeutenden österreichischen Schriftsteller der Gegenwart ihm überwiegend nicht angehörten und so über keinerlei Einfluss auf die österreichische Kulturlandschaft verfügten. Auf Initiative von Jandl und Alfred Kolleritsch fanden sich am 24. und 25. Februar 1973 dreißig Autoren in Graz zur Gründung der Grazer Autorenversammlung zusammen, einer Konkurrenzvereinigung zum P.E.N., die dessen Dominanz brechen sollte und bald die wichtigsten österreichischen Autoren versammelte. Die Präsidentschaft übernahm H. C. Artmann, während Jandl im Hintergrund als erster Sekretär arbeitete. 1975 wurde Jandl zum Vize-Präsidenten gewählt, von November 1983 bis November 1987 zum Präsidenten, noch bis 1994 blieb er im Vorstand der Vereinigung. Allerdings verfolgte er den Kurs der Autorenversammlung mehr und mehr mit Unbehagen. Durch die wachsende Anzahl von Mitgliedern gestaltete sich der Einsatz für die literarisch bedeutenden Autoren zunehmend schwierig, so dass Jandl später Überlegungen anstellte, die Grazer Autorenversammlung ein zweites Mal zu gründen.

### Spätwerk und späte Ehrungen
Seit Mitte der 1970er Jahre trat an die Stelle der experimentellen Lyrik ein neues Thema, das Jandls Werk mit zunehmendem Alter immer stärker bestimmte: die Erkundung seiner selbst. Im Zyklus tagenglas betrachtete er Dinge aus seiner alltäglichen Umgebung und verarbeitete autobiographisches Material, der Zyklus gedichte an die kindheit speiste sich aus der Erinnerung. Seinen neu gefundenen Sprachstil nannte Jandl eine „heruntergekommene Sprache“, die Sprache von Menschen, die Deutsch nicht als Muttersprache sprechen, grammatikalisch und syntaktisch verbogen, und gerade dadurch in der Lage, existenzielle Themen frei von Schwulst und Pathos zu benennen. Jandl beschrieb: „Angesichts der Fehlerhaftigkeit menschlichen Lebens wird der sprachliche Fehler zum Kunstmittel gemacht.“
Auch zwei Theaterstücke, die in diesem Zeitraum entstanden, beruhen auf dem Prinzip der verbogenen Sprache: die humanisten sind ein Konversationsstück zweier bornierter, reaktionär und elitär gesinnter Nobelpreisträger, einer eine „universitäten professor kapazität von den deutschen geschichten“, der andere ein „groß deutschen und inder national kunstler“; Aus der Fremde ist eine „Sprechoper“ im Konjunktiv um einen mittelalten Schriftsteller, der durch eine Depression in seinem sozialen Umfeld isoliert wird. Aus der Fremde erreichte zu Beginn der 1980er Jahre einen starken, aber kurzen Bühnenerfolg und wurde auch im europäischen Ausland gespielt. Das Stück spiegelte Jandls eigene Verfassung, der sich durch seine Abgeschiedenheit als Schriftsteller immer stärker auf sich selbst zurückgeworfen und isoliert fühlte und dessen Einsamkeit und Resignation zunahm. Seine verdüsterte Weltsicht spiegelte sich auch in den folgenden Gedichtbänden. In der gelbe hund von 1980 sah er die menschliche Weltsicht ohne Gültigkeit und betrachtete die Dinge aus Bodennähe. Der Band idyllen von 1989 verkehrte das übliche Verständnis eines Idylls ins Groteske. Zum Todestag von Jean Améry schrieb Jandl 1978:
manchmal hab ich eine solche wut

daß es für keinen gut ist bei mir zu sein

grad dann bin ich nicht gern allein

denn wie bring ich meine wut los

[…]
Von 1980 an entstanden verschiedene Kombinationen von Jandls Lyrik mit Jazzmusik im Stile von Jazz & Lyrik. Die gemeinsam mit Dieter Glawischnig erarbeitete Jazz-Oper Laut und Luise wurde beim Berliner Jazz-Festival am 3. November 1985 begeistert aufgenommen. Eine andere Zusammenarbeit kam mit dem Bläser Manfred Schoof zustande. Die mit dem Vienna Art Orchestra, ihrem Leiter Mathias Rüegg und der Sängerin Lauren Newton eingespielte Schallplatte bist eulen? wurde 1985 mit dem Preis der Deutschen Schallplattenkritik ausgezeichnet. Im Spätsommer 1991 verknüpfte Jandl Musik und Dichtung in seinem Werk auf eine weitere Art. Innerhalb weniger Wochen während eines Urlaubs und ruhiggestellt durch den Bruch seines Knöchels entstanden zahlreiche so genannte stanzen. Diese Gedichte im Dialekt basierten auf Gstanzln, gesungenen volkstümlichen Vierzeilern, die Jandl in seiner Kindheit in Niederösterreich kennengelernt hatte. Weitere stanzen erschienen im 1996 veröffentlichten Band peter und die kuh, der erneut unter dem Thema Kindheit stand, in den aber auch Alltagserfahrungen über Krankheiten und das Alter sowie Poetologien über das Schreiben von Gedichten einflossen.

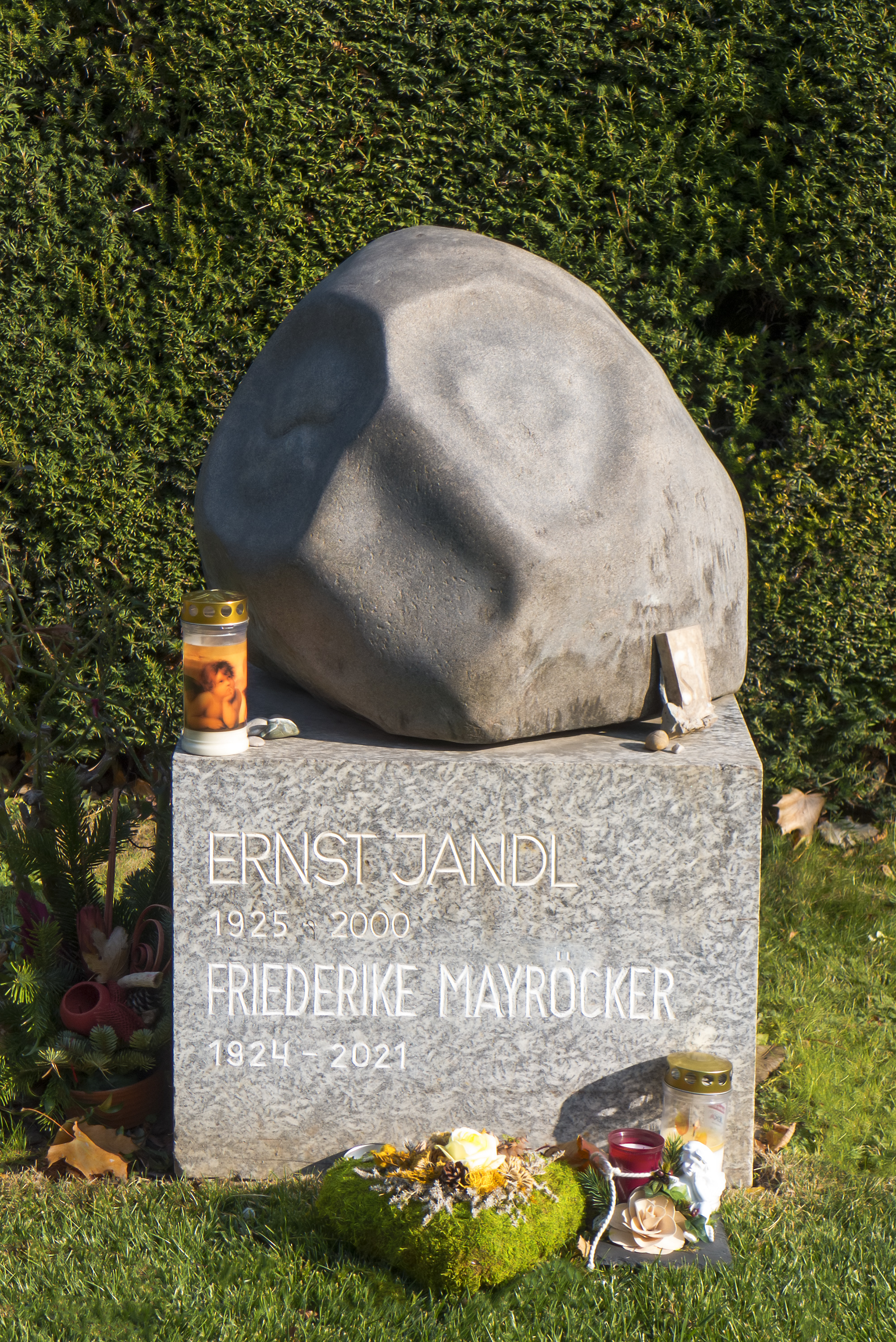
Ernst Jandls Grab auf dem Wiener Zentralfriedhof

Ab den späten 1970er Jahren erreichte Jandl eine Welle von öffentlichen Ehrungen vom Österreichischen Würdigungspreis und dem Georg-Büchner-Preis bis zum großen Österreichischen Staatspreis. Nach Ehrungen vonseiten der Stadt Wien und des Landes Steiermark folgte 1996 das Goldene Ehrenzeichen für Verdienste um die Republik Österreich. Jandl, seit 1951 Mitglied der SPÖ, wurde Mitglied der Akademie der Künste in Berlin (seit 1970), des Forums Stadtpark Graz, der Deutschen Akademie für Sprache und Dichtung in Darmstadt (seit 1981) und des Österreichischen Kunstsenats (seit 1984). Fünfundzwanzig Jahre zuvor für seine experimentelle Lyrik noch angefeindet, zählte Jandl laut Klaus Siblewski inzwischen zu den „wichtigsten und anerkanntesten Autoren im deutschen Sprachraum“. 1984/85 hielt Jandl die Frankfurter Poetik-Vorlesungen. 1981 fand in Wien das erste Ernst-Jandl-Symposium statt, dem sich 1995, zu Jandls siebzigstem Geburtstag, ein zweites mehrtägiges Symposium in Mürzzuschlag und 1996 eine internationale Tagung in Udine anschloss.
Am 9. Juni 2000 starb Ernst Jandl an Herzversagen. Er hatte schon seit längerem an einer Verengung der Aorta gelitten, musste Anstrengungen wie Treppensteigen meiden und war auf den Rollstuhl angewiesen. Jandls Begräbnis entsprach dem katholischen Ritual. Er wurde in einem Ehrengrab auf dem Wiener Zentralfriedhof (Gruppe 33 G, Nummer 29) beerdigt. Die Todesanzeige zitierte das Gedicht zwei erscheinungen aus dem Gedichtband idyllen:
ich werde dir erscheinen

wie stets ich erschienen dir bin

und du wirst weinen

denn ich bin dahin

[…]
Nach Jandl wurde im Jahr 2003 in Wien-Donaustadt (22. Bezirk) der Ernst-Jandl-Weg benannt. 2005 wurde in Wien-Wieden (Schlüsselgasse 4) der Schlüsselpark in Ernst-Jandl-Park umbenannt. Seit dem Jahr 2001 verleiht das österreichische Bundesministerium für Unterricht, Kunst und Kultur alle zwei Jahre den Ernst-Jandl-Preis. Jandls Nachlass befindet sich im Literaturarchiv der Österreichischen Nationalbibliothek.

## Werk

### Literarische Einordnung
Die Schwierigkeit seiner literarischen Verortung beschrieb Jandl bereits 1964: „Zu welcher poetischen Richtung ich zu zählen sei, auf diese Frage kann ich nicht antworten, es sei denn, man nimmt nach Belieben ‚zu keiner‘ oder ‚zu meiner‘ als eine Antwort.“ So verweisen Volker Kaukoreit und Kristina Pfoser darauf, dass in Jandls Werk stets realistische Gedichte in Alltagssprache neben experimenteller Lyrik standen und nie die eine Art des Dichtens gegen die andere ausgespielt wurde. Chronologisch lässt sich allerdings im Werk eine allmähliche Abkehr der „abstrakten“ Experimente zwischen 1956/57 und dem Beginn der 1960er Jahre hin zu einer stärker autobiografischen Ausrichtung bis zur „Alterslyrik“ ab dem Band idyllen (1989) feststellen. Zu einer Konstante in Jandls Werk wurde laut Klaus Siblewski dessen Suche nach immer neuen Möglichkeiten des Ausdrucks. Dabei erlebte Jandl regelmäßig, dass auf eine neue Idee zumeist eine Phase starker und inspirierter Produktion erfolgte, während die Tragfähigkeit der Einfälle auf längere Sicht nachließ.

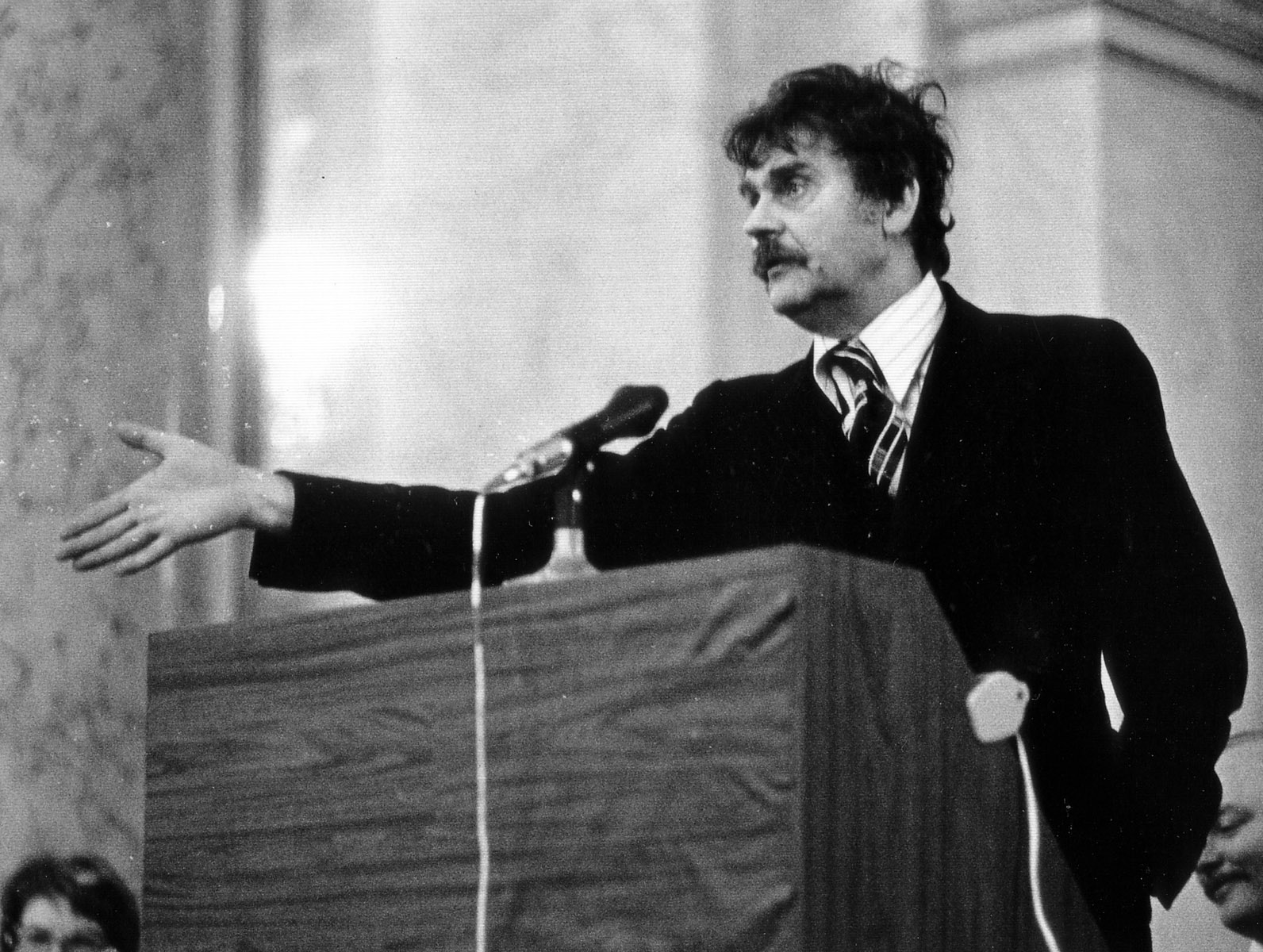
H. C. Artmann, laut Jandl „der vater der wiener gruppe“, 1974

Jandl gilt als bekanntester und laut Peter Pabisch auch konsequentester Vertreter der so genannten Konkreten Poesie. Dabei verweist Karl Riha auf die Verwandtschaft zur Wiener Gruppe um H. C. Artmann und Gerhard Rühm, die Jandl selbst in seinem Gedicht verwandte beschrieb:
der vater der wiener gruppe ist h. c. artmann

die mutter der wiener gruppe ist gerhard rühm

die kinder der wiener gruppe sind zahllos

ich bin der onkel
Jandl bekräftigte damit seinen Sonderstatus und eine Eigenständigkeit, die er trotz aller Einflüsse stets behielt. Seine Experimente blieben nicht auf sich selbst beschränkt, sondern schlugen oft den Bogen von experimenteller zu traditioneller Lyrik. Gerade dadurch brachen sie die gewohnte Sichtweise auf und eröffneten neue, überraschende Perspektiven. Jandl erklärte dazu: „Meine Experimente nehmen oft Züge der traditionellen Lyrik auf, was durch die gleichzeitige Konfrontation von bekannten mit unbekannten Elementen stärkere Reaktionen hervorrief, als es bei Texten ohne diese Spannung der Fall war“.

### Stil
Laut Karl Riha ist Jandls Werk stark von seinem Sinn für Typografie geprägt, gehorcht das Druckbild seiner Gedichte durchweg einer grafischen Komposition. In diesem Sinne ist auch die Kleinschreibung, die Jandl in seinen Gedichten fast durchgängig anwendet, nicht zuletzt ein optisches Gestaltungsmittel. Jandl führte sie auf eine Anregung Artmanns und Rühms zurück, und er begründete, dass durch sie „die grossbuchstaben, vom dienst an einer blossen konvention befreit, für neue aufgaben verfügbar wurden, vor allem für die hervorhebung einzelner wörter.“ Auch die Interpunktion fehlt in Jandls Gedichten häufig oder wird nur gezielt eingesetzt. Anne Uhrmacher erklärte dies mit erweiterten Interpretationsspielräumen für den Leser und argumentierte mit Jandls Vorbild Gertrude Stein, die fehlende Hilfestellung der Satzzeichen förderten die Selbständigkeit des Lesers beim Verarbeiten der Wortfolgen.
Typisch für Jandls Umgang mit der Sprache sind Veränderungen auf der Ebene der Wortbildung und Grammatik, wobei nach Jandl „am Wort die größten Veränderungen erzeugbar sind: Entstellungen, Mißbildungen, andere Wörter“ mit den Methoden der „Umformung, Amputation, Transplantation“. Der Reiz des Gedichtes wien: heldenplatz entstehe etwa aus der „Spannung zwischen dem beschädigten Wort und der unverletzten Syntax“. Die Jandlschen Neologismen entstehen laut Uhrmacher durch „die Methode der Konversion oder Kombination bekannter Morpheme mit unbekannten, assoziationstragenden Wortbausteinen.“ Eine verletzte Syntax ist dagegen bei Jandls „heruntergekommener Sprache“ in den Werken des späten 1970er Jahre zu beobachten, etwa im Theaterstück die humanisten: Die Sprache ist übersät von Fehlern und bricht immer wieder die Regeln der Grammatik. Jandl bescheinigte sich selbst „antigrammatische (d.h. in diesem Fall auch: anarchistische) Tendenzen“. Häufig hält Jandl auch die gesprochene Sprache schriftlich fest, etwa im Dialekt der späten stanzen, begibt sich auf die Ebene der Kindersprache oder vermischt unterschiedliche Sprachen zu einem mehrsprachigen Kauderwelsch.

### „jandln“ in der Schule
Jörg Drews wertete zu Jandls 70. Geburtstag, „daß Ernst Jandl der einzige ‚Experimentelle‘ unter den Dichtern ist, der wirklich populär wurde und als Klassiker den Sprung in die Lesebücher schaffte“. Allerdings beschränkt sich der Kanon seiner Werke im Deutschunterricht laut einer Untersuchung Hermann Kortes auf eine Handvoll Gedichte und legt den Schwerpunkt vor allem auf Jandls Veröffentlichungen der 1960er und frühen 1970er Jahre, während sein späteres Werk kaum Eingang in den Schulunterricht fand. Eine kanonische Bedeutung in der Sekundarstufe I besitzen insbesondere die Gedichte ottos mops, auf dem land und lichtung. Vor allem in den 1970er Jahren war das Kriegsgedicht schtzngrmm stark vertreten. Weitere häufige Titel sind ebbe / flut, loch, raupe, etüde in f, vater komm erzähl vom krieg und my own song. Durch diese Auswahl wird Jandl nach Meinung Kortes in der Schule tendenziell verharmlost und vor allem auf das Klischee des „Sprachclowns“ festgelegt. Seine pointenreichen Sprachspiele unterstützen im Deutschunterricht die didaktische Absicht eines kreativen Umgangs mit Texten und geben Anregung zum Nachahmen, Verändern und eigenen Gestalten.
Jandl selbst beschrieb den Zweck seiner Lautgedichte, „zum Mitspiel aufzufordern, also den Leser anzuregen, sich selbst mit Sprache in dieser Weise einmal zu beschäftigen. Das wird nun nicht lauter Dichter hervorbringen […]. Aber wenn mancher, der es selbst versucht, dadurch eine neue, eine erweiterte Beziehung zur Sprache und zur Sprachkunst erhält, dann ist etwas geschehen, an dessen Wert ich nicht zweifle.“ Besonders Kinder animierte Jandl auf seinen Lesungen zum Mitmachen, und er erklärte in einem Brief an die Verlegerin Gertraud Middelhauve seine pädagogische Absicht, „Kindern durch diese Gedichte ein gewisses Gefühl für Poesie zu vermitteln, oder es in ihnen zu wecken, oder – besser noch – es ihnen zu bestätigen“. Von Kindern erhielt Jandl auch zahlreiche Nachahmungen seiner Gedichte zugeschickt. So veröffentlichte er verschiedene Abwandlungen von ottos mops mit Titeln wie Hannas Gans, Kurts Uhu oder Ruths Kuh in Ein bestes Gedicht und kommentierte: „meist sind es Kinder, dieses Gedicht nachzumachen, aber in Wirklichkeit machen sie es gar nicht nach, sondern sie haben nur entdeckt, wie man so ein Gedicht machen kann, und dann machen sie es, und es wird ihr eigenes Gedicht daraus.“ Für das eigene Sprachspiel nach Vorbild des Dichters verbreitete sich der Begriff „jandln“. In der Umformung von Jandls Namen sieht Anne Uhrmacher eine Bestätigung, „wie einzigartig die sprachliche Innovation des Autors ist.“

## Auszeichnungen
- 1969: Hörspielpreis der Kriegsblinden zusammen mit Friederike Mayröcker für Fünf Mann Menschen
- 1974: Georg-Trakl-Preis für Lyrik
- 1976: Literaturpreis der Stadt Wien
- 1978: Österreichischer Würdigungspreis für Literatur
- 1980: Mülheimer Dramatikerpreis für aus der fremde
- 1982: Anton-Wildgans-Preis
- 1982: Manuskripte-Preis des Landes Steiermark
- 1984: Georg-Büchner-Preis
- 1984: Großer Österreichischer Staatspreis für Literatur
- 1985: Preis der Deutschen Schallplattenkritik für bist eulen?
- 1986: Ehrenmedaille der Bundeshauptstadt Wien in Gold
- 1987: Kasseler Literaturpreis für grotesken Humor
- 1988: Deutscher Kleinkunstpreis
- 1989: Frankfurter Hörspielpreis
- 1990: Österreichisches Ehrenzeichen für Wissenschaft und Kunst
- 1990: Peter-Huchel-Preis für das Buch idyllen
- 1991: Erich-Fried-Preis
- 1993: Kleist-Preis
- 1995: Friedrich-Hölderlin-Preis der Stadt Bad Homburg
- 1995: Ehrenzeichen des Landes Steiermark
- 1996: Großes Goldenes Ehrenzeichen für Verdienste um die Republik Österreich

## Werke

### Werkausgaben
- Ernst Jandl: Werke in 6 Bänden. Hrsg. v. Klaus Siblewski. Luchterhand Literaturverlag, München 2016, DNB 1097625370.
- Ernst Jandl: Poetische Werke. 10 Bände. Hrsg. v. Klaus Siblewski. Luchterhand Literaturverlag, 1997.
- Ernst Jandl: Gesammelte Werke. 3 Bände. Hrsg. v. Klaus Siblewski. Luchterhand, 1990.

### Einzelausgaben
- Andere Augen. Gedichte. Bergland, Wien 1956 (= Neue Dichtung aus Österreich. 21).
- lange gedichte. edition rot 16. Hrsg.: Max Bense, Elisabeth Walther. H. Mayer, Stuttgart, 1964.
- Hosi-Anna!. mit Lithografien von Thomas Bayrle und Bernhard Jäger, Gulliver-Presse, Bad Homburg, 1965.
- Laut und Luise. Olten (Walter) 1966, Neuausgabe: Stuttgart (Philipp Reclam jun.) 1990, ISBN 3-630-83008-0.
  - darin: wien: heldenplatz, schtzngrmm, falamaleikum, auf dem land, lichtung
- sprechblasen. gedichte. neuwied berlin (luchterhand) 1968, Neuausgabe: Stuttgart (Philipp Reclam jun.) 1979, ISBN 3-630-83019-6.
- der künstliche baum. Neuwied Berlin (Luchterhand) 1970.
  - darin: ottos mops, fünfter sein
- flöda und der schwan. mit vier zeichnungen des autors. Stierstadt i. Ts. (Eremiten) 1971, ISBN 3-87365-010-X.
- Fünf Mann Menschen. Hörspiele. Mit Friederike Mayröcker. Typoskript. Neuwied Berlin (Luchterhand) 1971.
- übung mit buben. Berliner Handpresse, 1973.
- die männer. ein film. zeichnungen des autors. Düsseldorf (Eremiten) 1973 (= broschur. 42), ISBN 3-87365-038-X.
- dingfest. gedichte. mit einem nachwort von hans mayer. Darmstadt Neuwied (Luchterhand) 1973, ISBN 3-472-61121-9.
  - darin: vater komm erzähl vom krieg
- wischen möchten. Berlin, Literarisches Colloquium 1973 (= LCB-Editionen. 34), ISBN 3-920392-41-8.
- serienfuss. darmstadt neuwied (luchterhand) 1974, ISBN 3-472-61157-X.
- für alle. darmstadt neuwied (luchterhand) 1974, ISBN 3-472-86382-X.
  - darin: zertretener mann blues
- der versteckte hirte. Düsseldorf (Eremiten) 1975 (= broschur. 62), ISBN 3-87365-081-9.
- die schöne kunst des schreibens, Darmstadt Neuwied (Luchterhand) 1976, ISBN 3-472-86427-3.
- die bearbeitung der mütze, gedichte, darmstadt neuwied (luchterhand) 1978, ISBN 3-472-86465-6.
  - darin: bibliothek
- Aus der Fremde, Sprechoper in 7 Szenen, Darmstadt Neuwied (Luchterhand) 1980, ISBN 3-472-86507-5.
- der gelbe hund, gedichte, darmstadt neuwied (luchterhand) 1980, ISBN 3-472-86508-3.
  - darin: glückwunsch
- selbstporträt des schachspielers als trinkende uhr. gedichte. darmstadt neuwied (luchterhand) 1983/1986, ISBN 3-472-61645-8.
- Das Öffnen und Schließen des Mundes, Frankfurter Poetik-Vorlesungen, Darmstadt Neuwied (Luchterhand) 1985, ISBN 3-472-61567-2.
- Im Delikatessenladen – für grosse und kleine Leser. Illustriert von Volker Pfüller. Kinderbuchverlag, Berlin 1988, ISBN 3-358-01007-4.
- idyllen. gedichte. Luchterhand, Frankfurt/Main 1989, ISBN 3-630-86716-2.
- stanzen. Luchterhand, Hamburg/Zürich 1992, ISBN 3-630-86784-7.
- falamaleikum. gedichte und bilder. Luchterhand, Hamburg/Zürich 1993, ISBN 3-630-71108-1.
- peter und die kuh. gedichte. Luchterhand, München 1996, ISBN 3-630-86873-8.
- lechts und rinks. gedichte statements peppermints. dtv, München 1997. Neuauflage: Luchterhand, München 2002, ISBN 3-630-62043-4
- fünfter sein. Ernst Jandl & Norman Junge. Beltz, Weinheim 1997, ISBN 3-407-79195-X.
- Autor in Gesellschaft – Aufsätze und Reden. Luchterhand, München 1999, ISBN 3-630-87030-9.
- aus dem wirklichen Leben: gedichte und prosa. Mit 66 Grafiken von Hans Ticha. Zusammengestellt von Klaus Siblewski. Büchergilde Gutenberg 2000, ISBN 3-7632-4970-2.
- Letzte Gedichte. Hrsg. von Klaus Siblewski. Luchterhand, München 2001, ISBN 3-630-62001-9.
- Briefe aus dem Krieg 1943–1946. Herausgegeben von Klaus Siblewski. Luchterhand, Berlin 2005, ISBN 978-3-630-87223-0.
- Poesiealbum 278: Ernst Jandl. Auswahl Bernd Jentzsch (1. Aufl. 2008) bzw. Klaus Siblewski (2. Aufl. 2010), ISBN 3-931329-78-X.
- auf dem land: Ernst Jandl. Illustriert von Monika Maslowska, München (mixtvision Verlag) 2012, ISBN 978-3-939435-49-5.
- Ernst Jandl / Ian Hamilton Finlay: not / a concrete pot. Briefwechsel 1964–1985. Ausgewählt und herausgegeben von Vanessa Hannesschläger. Übersetzt von Barbara Sternthal unter Mitarbeit von Vanessa Hannesschläger. Folio Verlag, Wien und Bozen 2017, ISBN 978-3-85256-702-0.

### Hörspiele und Werke auf Tonträgern
- Laut und Luise. Wagenbachs Quartplatte 2. Berlin 1968
- Fünf Mann Menschen. Hörspiel zusammen mit Friederike Mayröcker. Mit Günther Neutze, Helmut Wöstmann, Jürgen Schmidt, Friedrich von Bülow u. a. Regie: Peter Michel Ladiges. Produktion: Südwestfunk 1968 (ohne Nummer). Beilage zu: Klaus Schöning (Hrsg.): Neues Hörspiel Texte und Partituren. Suhrkamp, Frankfurt am Main, 1969.
- das röcheln der mona lisa. Hörspiel. Von Jandl bezeichnet als „ein akustisches geschehen für eine stimme und apparaturen“. Realisation: Ernst Jandl. BR/HR/NDR 1970. Als Podcast/Download im BR Hörspiel Pool.[63] Dort gibt es auch eine 15-minütige Einführung von Jandl in sein Hörspielexperiment.
- hosi + anna. Wagenbachs Quartplatte 6. Berlin 1971
- der künstliche Baum. Luchterhand 7 PAL 60.159, Darmstadt 1973
- Das Röcheln der Mona Lisa. Deutsche Grammophon/Luchterhand 2574 003, Hamburg-Neuwied 1973 (LP zusammen mit Helmut Heißenbüttel Max unmittelbar vor dem Einschlafen)
- Uhrensklave. Original-Hörspiel. Mit Otto Grünmandl, Helmuth Bock und Martin Truthmann. Regie: Ferry Bauer. Produktion: ORF Oberösterreich 1977[64]
- him hanflang war das wort. Wagenbachs Quartplatte 20, Berlin 1980
- ernst jandl spricht gedichte. Stadt- und Universitätsbibliothek Frankfurt am Main (ohne Nummer). Beilage zu: Begleitheft zur Ausstellung der Stadt- und Universitätsbibliothek Frankfurt am Main 23. Oktober 1984 bis 21. Dezember 1984, 17. Januar 1985 bis 28. Februar 1985, 1984
- Lyrics – Texte und Musik live. ernst jandl mit manfred schoof (trompete, flügelhorn), Cosmus Records NSV 1412 (Sampler), 1984
- vom vom zum zum. ernst jandl mit lauren newton (gesang), uli scherer (klavier und stimme), wolfgang puschnig (holzblasinstrumente und stimme). Extraplatte GmbH Wien (EX 316 145 CD), 1988
- Das Röcheln der Mona Lisa. szenen aus dem wirklichen leben. kennen sie mich herren, Werkstattsendung von Herbert Kapfer und Mira Alexandra Schnoor. Bayerischer Rundfunk. Hörspiel-CD (Best.-Nr.: 22871), 1990
- lieber ein saxophon. (sprechgedichte aus 'idyllen') mit ernst jandl, lauren newton, klaus dickbauer. Audio-CD. Erding 1991. ISBN 3-221-51532-4
- jandls dilemma. (Jandl-Revue mit Ernst Jandl und statt-Theater FASSUNGSLOS: Robby Langer, Bertram Quosdorf, Frank Schubert, Andrea Thelemann. Regie: Ulrich Bassenge. Produktion Bayerischer Rundfunk 1992). Schneeball CD 1051-2.
- bist eulen?. ernst jandl mit lauren newton (stimme). wolfgang puschnig (altsaxophon, baßklarinette [bassklarinette], flöte und stimme). woody schabata (marimbaphon, vibraphon, tablas, tarabuka und synthesizer), mathias rüegg (künstlerische leitung und stimme). Extraplatte GmbH Wien (CD EX 316 141-2), 1984 (NA 1994, ISBN 3-221-51412-3)
- stanzen. ernst jandl mit erich meixner (stimme, ziehharmonika). Extraplatte GmbH Wien (CD EX 316 157-2), 1994
- aus der fremde – sprechoper. Audio-CD. Gertraud Scholz Verlag, Obermichelbach 1995. ISBN 3-925599-34-7
- laut und luise – aus der kürze des lebens. ernst jandl mit dieter glawischnig und der NDR Bigband. HatHut Records CH-4106 Therwil (2 CDs 2-8701) 1995
- wien heldenplatz. 2 Audio-CDs gelesen vom Autor und Wolf Redl. München 1998. ISBN 3-89584-742-9
- him hanflang war das wort. sprechgedichte gelesen vom autor. 1 Audio-CD. Wagenbach, Berlin 2000. ISBN 3-8031-4037-4
- jandls ernst. Audio-CD. Eichborn. Musik: Peter Böving. Produktion: shower records 1999. ISBN 3-8218-5149-X.
- funk den ernst. Audio-CD. Eichborn. Musik: Peter Böving. Produktion: shower records 2001. ISBN 3-8218-5157-0.
- 13 radiophone texte & das röcheln der mona lisa. 1 Audio-CD gesprochen vom Autor. BR Hörspiel und Medienkunst / intermedium records 2002. ISBN 3-934847-70-6
- weltgebräuche. Audio-CD gelesen vom Autor mit Martin Haselböck (Orgel) und Rudolf Josel (Posaune). Erding 2002. ISBN 3-902123-27-3
- eile mit feile. 1 Audio-CD gesprochen vom Autor. München 2003. ISBN 3-89940-262-6
- laut + luise. hosi + anna. sprechgedichte gelesen vom autor. 1 Audio-CD. Wagenbach, Berlin 2005. ISBN 3-8031-4026-9
- frühlingshaft. CD mit Live-Lesung des Autors 1982. Herbig, München 2008. ISBN 978-3-7844-4157-3

### Video
- ernst jandl live – Gedichte und Szenen aus zwei Autorenlesungen Mainz und Frankfurt 1983, Luchterhand
- essen – stück mit aufblick. Animationsfilm/Deutschland 2013, Klötzchenkino, 10:09 Minuten, Regie: Peter Böving
- der und die Hybridfilm/Deutschland 2019, Klötzchenkino, 09:35 Minuten. Mit Anna Mateur, Manfred Lehmann, Markus Pfeiffer, Lyrik: Ernst Jandl, Musik und Regie: Peter Böving[65]

### Übersetzungen
Jandl übersetzte einige Werke aus dem Englischen beziehungsweise Amerikanischen: den Roman Die Insel von Robert Creeley, die Textsammlung Silence von John Cage, Gedichte von Christopher Middleton und W. H. Auden sowie Texte von Ian Hamilton Finlay, Gertrude Stein, Leo Lionni, Beatrice Schenk de Regniers und Philip de Vos.

## Vertonungen
- Zorah Mari Bauer (* 1957): Vertonung von Jandl-Gedichten (1988) für gemischte Sing- und Sprechstimmen
- Dieter Glawischnig (* 1938): Laut und Luise – aus der Kürze des Lebens (1995) (Ernst Jandl [Sprache], Dieter Glawischnig [Komposition] und die NDR Bigband)
- Erhan Sanri (* 1957): die humanisten (2000) Kammermusikalische Konversationsoper. UA September 2000 Hamburg (opera stabile in der Hamburgischen Staatsoper; York Reynolds [Bariton], Burkhard Schulz [Bariton], Ulla Trulla [Bass], Helge Slaato [Violine], Frank Reinecke [Kontrabass], Nils Gammerstorf [Schlagzeug], Michael Petermann [Musikalische Leitung]), weitere Aufführungen in Wien und Bremen.
- Alexander Kral (* 1982): perfektion (2004) für gemischten Chor a-cappella. UA: 2. Februar 2006 beim Europäischen Komponistenkongress (Veranstalter: Österreichischer Komponistenbund) im Gläsernen Saal des Musikvereins in Wien durch den Wiener Kammerchor unter Johannes Prinz.
- Ensemble sonorfeo: von zeiten, Vertonungen von Jandl-Gedichten für Sprecher (Heiner Waniek), sprechende Flöte (Matthias Nahmmacher) und Geige (Ulrike Nahmmacher). UA: 11. August 2006 beim Jandlfest tohuwabohu – jazz me if you can in Wuppertal.
- Johannes Marks (* 1968): Eine Jandl-Revue (2008) für Sopran, Klarinette, Akkordeon und Violoncello. UA am 4. Mai 2008 Dortmund (Depot; Irene Kurka [Sopran], Joachim Striepens [Klarinetten], Maik Hester [Akkordeon], Burkart Zeller [Violoncello])

1. die tassen – 2. 16 jahr – 3. eulen – 4. ohren im konzert – 5. etüde in f („eile mit feile“)
- Novi Sad: Die Wöd is so bitter, Wienmusik 2017, monkey music.